# Carl Gösta Ling-Vannerus
Carl Gustaf (Carl Gösta) Ling-Vannerus, född 20 juni 1858 i Sunnersbergs församling, död 4 september 1948 i Strängnäs, var en svensk officer i Kongoassociationens tjänst.
Ling-Vannerus blev underlöjtnant vid Värmlands fältjägarkår 1878. Mellan 1883 och 1885 var han anställd av Kongoassociationen. År 1886 blev han löjtnant och 1898 kapten, 1902 vid Vaxholms grenadjärregemente.